# Benoît Philippe

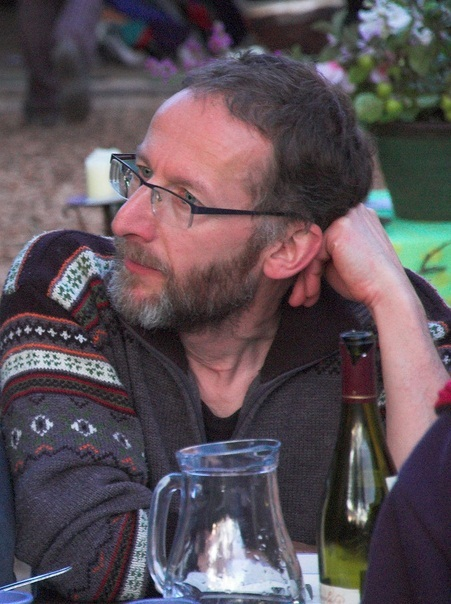
Benoît Philippe

Benoît Philippe (* 9. Januar 1959 in Baden-Baden) ist ein Linguist, Lehrer, Übersetzer und Esperanto-Schriftsteller.

## Biografie
Philippe, geboren in der damaligen französischen Siedlung von Baden-Baden, wo er ab 1963 die französische Vor- und Grundschule besuchte, daran anschließend das französische Gymnasium, wo er ab 1969 Deutsch zu erlernen begann, die Muttersprache seiner Eltern, geboren im deutschsprachigen Lothringen (Frankreich). 1976 absolvierte er das französische Abitur (baccalauréat). 
1976 bis 1983 Studium der deutschen und französischen Philologie an der Albert-Ludwigs-Universität Freiburg, wo Benoît Philippe Okzitanisch und Rumänisch erlernte. Zu Beginn seines Studiums entdeckte er in einer Buchhandlung im elsässischen Colmar zufällig ein Lehrbuch für Esperanto, das er dann 1980 mit seinem Freund Hubertus Schweizer erlernte – Esperantist seit 1973. 1983 bis 1991 Aufbaustudium in Linguistik und französischer Literatur an der Universität Konstanz und Promotion zum Dr. phil. mit der Dissertation Sprachwandel bei einer Plansprache am Beispiel des Esperanto.
1993 wechselte Benoît Philippe von der französischen zur deutschen Staatsangehörigkeit und arbeitete ab dieser Zeit als Gymnasiallehrer für Französisch und Deutsch in Tuttlingen und ab 1995 in Dresden, wo er seit 2001 die Sächsische Esperanto-Bibliothek betreut. Seit 2016 unterrichtet er Französisch und Deutsch an der Deutschen Schule Prag (Německá Škola v Praze).

## Werke
- Gedichte. 1979.
- Sprachwandel bei einer Plansprache am Beispiel des Esperanto (Lingva evoluo en planlingvo ekzemple de Esperanto.) Hartung-Gorre, Konstanz 1991. ISBN 3891914806.
- Glaŭka lum'. Geja antologio. Pro Esperanto/Fundación Esperanto, Vieno/Zaragoza 1994. ISBN 3851820169.
- Alphabetischer Katalog der Sächsischen Esperanto-Bibliothek. Alfabeta katalogo de la Saksa Esperanto-Biblioteko (3 Bände). Dresden: Sächsische Esperanto-Bibliothek, 2001, 2007, 2016.
- Verse reversi. Mondial, Novjorko 2008. ISBN 9781595690975.
- Kvazaŭ varfo. Originalaj poemoj. Mondial, Novjorko 2016. ISBN 9781595693327.

Übersetzungen
- Badenlanda legendaro de la Konstanca Lago. Kava-Pech, Dobřichovice 1998. ISBN 8085853396.
- Helfricht, Jürgen: La Dresdena Sinjorina preĝejo. Kroniko de la jaro 1000 ĝis hodiaŭ. Kava-Pech, Dobřichovice 2013. ISBN 9788087169421.